# 垂拱
垂拱（685年正月—688年十二月）是唐睿宗李旦的年号，但是实际上武則天臨朝稱制，睿宗毫无实权。一般算作武則天的年号。

## 改元
- 光宅二年——正月一日，改元垂拱元年。[2][3][4]
- 垂拱五年——正月一日，改元永昌元年。[5][6][7]

## 大事记
- 光宅行用僅四月。平息李敬業叛亂後，武則天以《尚書·武成》「惇信明義，崇德報功，垂拱而天下治」，改元「垂拱」[2][8]。
- 垂拱二年——漳州建州，陈元光为首任刺史。
- 垂拱三年——孫過庭完成《書譜》。

## 出生
- 垂拱元年——李隆基，唐朝皇帝
- 垂拱四年——鑒真，唐朝高僧
- 垂拱四年——王之渙，唐朝詩人

## 纪年
| 垂拱 | 元年  | 二年  | 三年  | 四年  |
| ---- | ----- | ----- | ----- | ----- |
| 公元 | 685年 | 686年 | 687年 | 688年 |
| 干支 | 乙酉  | 丙戌  | 丁亥  | 戊子  |

## 文內注釋
1. ↑  李崇智，《中國歷代年號考》，第100頁。
2. 1 2  劉昫.  . 维基文库.「垂拱元年春正月，以敬業平，大赦天下，改元。」
3. ↑  歐陽脩.  . 维基文库.「垂拱元年正月丁未，大赦，改元。」
4. ↑  司馬光.  . 维基文库.「垂拱元年春，正月，丁未朔，赦天下，改元。」
5. ↑  劉昫.  . 维基文库.「永昌元年春正月，神皇親享明堂，大赦天下，改元，大酺七日。」
6. ↑  歐陽脩.  . 维基文库.「永昌元年正月乙卯，享于萬象神宮，大赦，改元，賜酺七日。」
7. ↑  司馬光.  . 维基文库.「永昌元年春，正月，乙卯朔，大饗萬象神宮，太后服袞冕，搢大圭，執鎮圭為初獻，皇帝為亞獻，太子為終獻。先詣昊天上帝座，次高祖、太宗、高宗，次魏國先王，次五方帝座。太后御則天門，赦天下，改元。」
8. ↑  立“四匭”武後垂拱而治（1）_出軌的歷史_讀書_和訊網 （页面存档备份，存于） “垂拱而天下治”，就是垂衣拱手，無為而治之意

## 參看
- 中國年號索引
- 同期存在的其他政权年号
  - 朱鸟（686年七月起）：飞鸟时代天武天皇年号